# Représentations diplomatiques au Kenya
Ceci est une liste des représentations diplomatiques au Kenya. Il y a actuellement 87 ambassades et hauts-commissariats à Nairobi et deux consulats à Mombasa. Les consulats honoraires ne sont pas répertoriés ci-dessous.

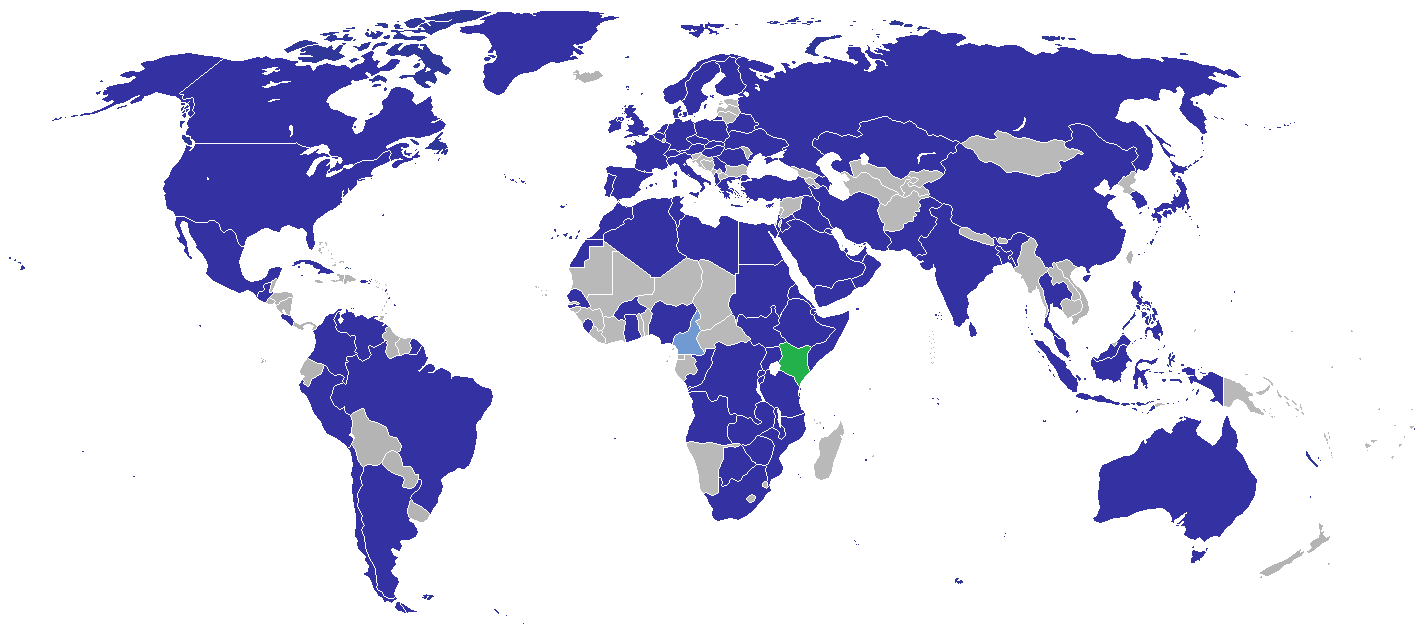
Représentations diplomatiques au Kenya

## Ambassades et hauts-commissariats à Nairobi
| - Afrique du Sud - Algérie - Allemagne - Angola - Arabie saoudite - Argentine - Australie - Autriche - Bangladesh - Belgique - Biélorussie - Botswana - Brésil - Burundi - Canada - Chili - Chine - Colombie - Corée du Sud - Costa Rica - Cuba - Danemark - Djibouti - Égypte - Émirats arabes unis - Érythrée - Espagne - États-Unis - Éthiopie - Finlande | - France - Ghana - Grèce - Hongrie - Inde - Indonésie - Irak - Iran - Irlande - Israël - Italie - Japon - Jordanie - Koweït - Libye - Malaisie - Malawi - Maroc - Mexique - Mozambique - Nigeria - Norvège - Oman Ordre de Malte - Ouganda - Pakistan - Pays-Bas - Philippines - Pologne - Portugal | - Qatar - Roumanie - Royaume-Uni - Russie - Rwanda - République arabe sahraouie démocratique - République démocratique du Congo - République du Congo - République tchèque - Sénégal - Serbie - Slovaquie - Somalie - Soudan - Soudan du Sud - Sri Lanka - Suède - Suisse - Tanzanie - Thaïlande - Tunisie - Turquie - Ukraine - Vatican - Venezuela - Yémen - Zambie - Zimbabwe |

## Autres missions à Nairobi
- Cameroun (Consulat général)[1]
- Union européenne (Délégation)

## Consulats

### Consulats iàMombasa
- Inde (Consulat général)
- Tanzanie (Consulat général)

## Ambassades et hauts-commissariats non résidents
Addis-Abeba
- Azerbaïdjan
- Bénin
- Bulgarie
- Burkina Faso
- Cameroun[2]
- Gambie
- Guinée
- Lesotho[3]
- Liberia
- Madagascar
- Mali
- Mauritanie
- Niger
- Nouvelle-Zélande
- Palestine
- Swaziland[4]
- Tchad

Pretoria
- Croatie[5]
- Jamaïque
- Népal
- Paraguay
- Syrie

Kampala
- Corée du Nord
- Islande[6]

Dar es Salam
- Namibie
- Viêt Nam

Le Caire
- Bosnie-Herzégovine[7]
- Lituanie

Autres
- Chypre (Nicosie)
- Guatemala (Londres)
- Malte (La Valette)[8]
- Singapour (Singapour)